# Historia del Deportivo Petare Fútbol Club

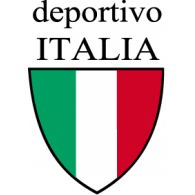
Logo del Deportivo Italia cuando fue fundado en 1948

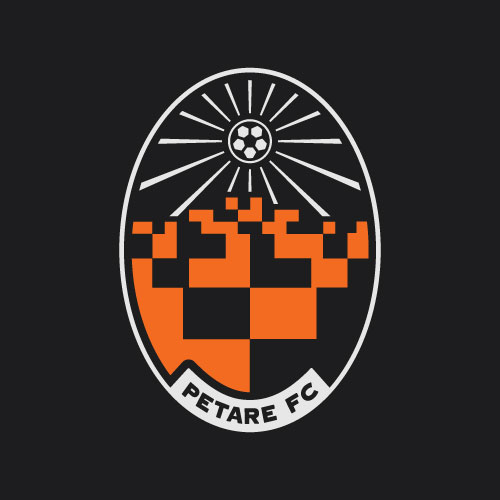
Escudo Oficial Petare Fútbol Club, desde 2010

La historia de Petare Fútbol Club comienza oficialmente el 18 de agosto de 1948 con el nombre de Deportivo Italia.

## Orígenes y Época amateur
El Deportivo Italia es un equipo de fútbol venezolano establecido en la ciudad de Caracas, que fue fundado el 18 de agosto de 1948 por la iniciativa de un grupo de inmigrantes Italianos (los señores: Carlo Pescifeltri, Lorenzo Tommasi, Bruno Bianchi, Giordano Valentini, Samuel Rovatti, Angelo Bragaglia, Giovanni de Stefano, Giuseppe Pane y Alfredo Sacchi).
La llegada a Venezuela de miles de inmigrantes Europeos después de la Segunda Guerra Mundial se concretó -entre otras cosas- en la creación de equipos de fútbol para las diferentes colonias. Así fue que los italianos tuvieron su Deportivo Italia (mientras los portugueses el "Deportivo Portugués", los gallegos el "Deportivo Galicia", los canarios el "Unión Deportiva Canarias", etc.).
Los primeros años de "los Azules" fueron caracterizados por escasos triunfos. Pero en 1958 empezó - gracias a la llamada "gestión D'Ambrosio" - la época dorada del equipo, que duró hasta finales de los años setenta: entre 1961 y 1972, todos los años el Deportivo Italia obtuvo un galardón. Pronto se convirtió en uno de los equipos más importantes del fútbol Venezolano, llamado popularmente "Los Azules" por el color de su camiseta inspirado en el del equipo nacional italiano (los "Azzurri").

## Mino D'Ambrosio y la época dorada

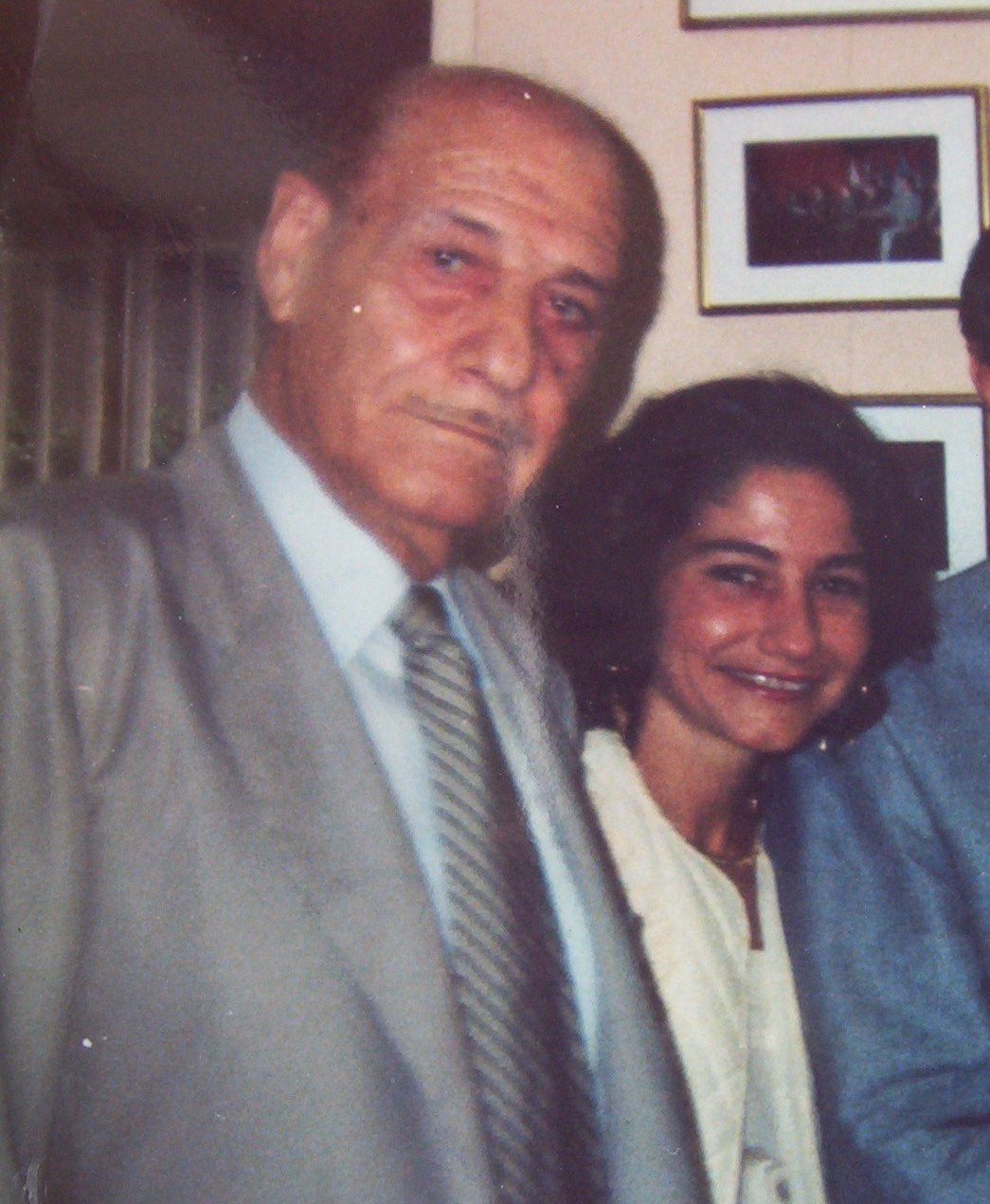
Pompeo D'Ambrosio; inversor del Deportivo Italia durante la década de los 60' y los 70'.

En 1958 Mino D'Ambrosio tomó el mando del Deportivo Italia y junto con su hermano Pompeo D'Ambrosio (que asesoró financiariamente el equipo) hizo alcanzar al Italia los máximos galardones en el balompié venezolano.
La "gestión D'Ambrosio" del equipo duró hasta 1978 y fue caracterizada por cuatro cetros nacionales y el famoso "Pequeño Maracanazo" de 1971. También obtuvo tres veces la Copa Venezuela: en 1961, 1962 y 1970 (y fue segundo en 1976).
La época de los años 60 fue la dorada para los Azules, pues se consagraron campeones nacionales en 1961, 1963 y 1966. El cuarto cetro para el Italia llegaría en 1972 (junto con las tres victorias en la "Copa Venezuela"). El Italia fue también Subcampeón en 1965, 1968, 1969, 1970 y 1971. Prácticamente, entre 1961 y 1972, todos los años el Deportivo Italia de Mino D'Ambrosio obtuvo un galardón (o un resultado sobresaliente en la Copa Libertadores).
Además - en esos años de la "gestión D'Ambrosio" - el Italia ganó en torneos amistosos, algunos contra equipos europeos de la talla del Milán de Italia (1968) y fue el primer equipo venezolano en pasar a la segunda ronda de la Copa Libertadores (1964).

## Primera actuación de Venezuela en la Copa Libertadores de América
Venezuela debutó en la Copa Libertadores de América en 1964 con el Deportivo Italia de la capital de la República. El Italia venía de ser el campeón del año 1963. Tulio Carta planteó el deseo de participar en el certamen sudamericano, ante la Confederación Sudamericana de Fútbol.
Tras largas discusiones con los delegados representantes, la Confederación Sudamericana acordó incluir al representante de Venezuela y se le asignó como primer rival el "Bahia" de Brasil, quien era el subcampeón de aquel país.
Hecho que significó gran responsabilidad para el Deportivo Italia por lo que Mino D'Ambrosio contrató tres refuerzos brasileños: Roberto proveniente del Fluminense, quien era defensa central, Zequinha buen lateral derecho quien venía del Botafogo y el delantero Ferreira del Madureira. Los dos cotejos se jugaron en Caracas debido a compromisos del Sport Bahía en los Estados Unidos y por Europa. El primer partido, disputado el 8 de marzo de 1964, terminó en empate a cero goles y fue visto por unas 20.000 personas en las tribunas del Estadio Olímpico. El segundo compromiso terminó 2 a 1 favorable al Deportivo Italia. Los goles fueron conseguidos Jaime e EIranildo (ambos brasileros). Así que el primer gol venezolano de la Copa Libertadores fue anotado por Jaime (puntero izquierdo del Italia el 7 de abril de 1964, en el estadio Olímpico de Caracas y ante 18.000 personas, al minuto 52 del partido).
Jugadores que representaron al Deportivo Italia de Venezuela en la Copa Libertadores de América: Fernando Fantoni, Linda, Benito Fantoni, Gustavo González, José  “Papito” González, Jaime, Marín Danilo, Fiho y Agostino Nitti.

## Reseña histórica del "Pequeño Maracanazo"

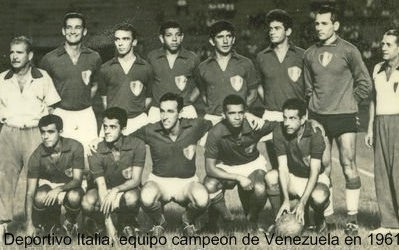
Equipo campeón en 1961.

Como dato histórico del fútbol venezolano se tiene que el Deportivo Italia, Subcampeón de la temporada de 1971, en el Maracaná derrotó un gol por cero (con gol conseguido por el defensa central Tenorio) al "Fluminense" de Mário Zagallo, Campeón de Brasil.

"“....La noche del 3 de marzo de 1971, jamás será olvidada por los aficionados del Fluminense, que siguieron por radio y televisión el encuentro ante el Italia. Fueron 26.000 personas las que asistieron al Maracaná. El modesto equipo Venezolano, goleado en su propio campo en el encuentro anterior, lograba lo que durante más de un año nadie, ni los poderosos equipos cariocas habían hecho: derrotarlos. Esa fatídica noche, el Deportivo Italia lograba la hazaña más agradable del historial del balompié nacional venezolano, vencer en el estadio más grande del mundo al Campeón de Brasil...” ".
Diario El Universal. Publicación del 4 de marzo de 1972. 

El Deportivo Italia - bajo la directa supervisión de Mino D'Ambrosio - formó esa noche con Vito Fasano (que por su actuación llegó a ser contratado en Brasil; Vito es de origen italiano). En la zaga con Carlos “Chiquichagua” Marín, Tenorio, Fredie Ellie y Vicente Arrud. En el medio con Delman “Pito” Useche, Negri y Rui. Adelante jugaron Alcyr quien fue sustituido por Bahiano, Beto y Militello.
Santander Laya-Garrido, quien escribió el libro "Los Italianos forjadores de la Nacionalidad y del Desarrollo Económico en Venezuela", dijo que desde entonces ningún otro equipo de fútbol de Venezuela ha obtenido un resultado similar a escala internacional: hasta ahora, el "Pequeño Maracanazo" es una de las hazañas de clubes más sonadas en la historia del fútbol en Venezuela.

## La primera crisis
Después de la prematura muerte de Mino D'Ambrosio en 1980 (muy lamentada por toda la comunidad italiana de Venezuela), el Deportivo Italia no consiguió mantenerse al mismo nivel hegemónico en el balompié venezolano. Obtuvo solamente un modesto título de Subcampeón en 1984.
En julio de 1996, el Italia padeció una severa crisis económica y cedió su franquicia mediante un convenio bilateral a la Alcaldía del Municipio Chacao en Caracas, más tarde esta compra por parte de la alcaldía de Chacao (municipio caraqueño) del 100% de las acciones del Deportivo Italia F.C.. El nombre del legendario cuadro itálico es sustituido por el de Deportivo Chacao FC. Posteriormente, la alcaldesa de Chacao Irene Sáez y el presidente del Deportivo Italia, Sr. Eligio Restifo, mediante la intervención del señor Jaime Meier y del Ministro de Deportes de Brasil (Señor Edson Arantes Do Nascimento -Pelé-) entraron en conversaciones con Directivos de Parmalat en Sao Paulo. La multinacional italiana Parmalat, luego de estudiar el caso, decidió invertir en el fútbol venezolano. Es así como en agosto de 1996, se fundó el "Deportivo Chacao Fútbol Club".

## Nace el Deportivo Italchacao FC
Posteriormente, en agosto de 1998, luego de dos años sin título local alguno -apenas una participación en la Copa Conmebol-, el municipio decide unirse a la antigua franquicia y vende el 70% de las acciones y por resolución conjunta de las Juntas Directivas de Parmalat, la Asociación Deportivo Italia y del Deportivo Chacao, F.C., se convino en cambiar la denominación del club por la de “Deportivo Italchacao Fútbol Club, S.A.”, con la finalidad de preservar los colores, los logos y la historia de más de 50 años del Deportivo Italia.
El Italchacao se tituló campeón de Venezuela en la temporada 1998-1999, luego de vencer al Deportivo Táchira. En esa campaña el equipo lácteo vence en la final absoluta a Táchira por 5-1 en Caracas con cuatro tantos de Rogerio Pereira y 2-1 en San Cristóbal, clasificando a la Copa Libertadores, en su fase de PreLibertadores. Al año siguiente obtiene el subcampeonato detrás del once amarillo y negro..  Se convirtió en Pentacampeón Venezolano al sumar las 4 estrellas ganadas por el Deportivo Italia, ganándose a su vez el derecho de representar a Venezuela en el Torneo Pre-Libertadores 1999 frente a los Clubes Mexicanos por primera vez en su historia bajo la actual denominación.
Posteriormente en la temporada 1999-2000 el Italchacao obtuvo el subcampeonato nacional, ganando nuevamente el derecho a representar a Venezuela en el Torneo Pre-Libertadores 2000 frente a los clubes mexicanos. En la temporada 2000-2001, el Deportivo Italchacao ganó el derecho a representar a Venezuela en la Copa Merconorte 2001 ante Clubes de México, Colombia y Estados Unidos.
En el nivel internacional, ItalChacao (o Chacao, como parte de su afición lo llamaba por cariño) participó dos veces en la PreLibertadores, estando cerca de avanzar en ambas ocasiones (años 2000 y 2001), obteniendo sonados empates en México ante Atlas y América. También intervino en la Copa Conmebol ante Deportes Quindío de Colombia en 1998. Así como en la Copa Merconorte en 2001 y en la Copa Sudamericana en 2003 -ante San Lorenzo de Almagro- y 2004.
Entre los jugadores que han pasado por sus filas desde los noventa hasta hoy vale mencionar, entre otros, a Manuel Sanhouse, Gilberto Angelucci, Ailton Da Silva, Rogerio Pereira, Rubén Forestello, Giovanni Pérez, Héctor Pablo Bidoglio, Rubén Yori, Emilio Rentería, Alejandro Cichero y Félix Hernández. Entre los ídolos de su afición están Leopoldo Jiménez, Daniel Díez, Vicente Suanno, José Ferreira Neto y Cristian Cásseres.

## La segunda crisis
Entre 2003 y 2004, con la caída estrepitosa de su principal patrocinante desde finales de los noventa, la firma italiana Parmalat, el onceno entró en una crisis deportiva e institucional. El equipo, dirigido por Raúl Cavallieri, pudo a duras penas entrar en la Copa Sudamericana para luego ser cedido a las empresas Savoy y Marriott Hotels y Editorial Melvin. El equipo municipal, ahora llamado "achocolatado", no pudo conseguir refuerzos de gran valía que acompañasen a Diez y Suanno, y que a su vez supliesen la salida de Daniel Noriega, Leopoldo Jiménez, Wilfredo Alvarado y Cristian Cásseres. Finalmente, pese al apoyo inicial de su público y algunos resultados positivos como la goleada 6 por 2 al Estudiantes de Mérida, el equipo descendió en la temporada 2004-2005, luego de pasar quince encuentros consecutivos sin obtener victorias y en la última posición de la Primera División Venezolana.
La siguiente temporada representó para el conjunto azul de la capital el estar por vez primera (incluida su época dorada como Deportivo Italia) en la categoría de plata (o sea segunda) del fútbol venezolano. Su plantilla contó en la temporada 2005-2006 con jugadores como Deusdedit Caguana, Luis Madriz, Yoimer Segovia, Víctor Ordóñez, Ricardo Ettari y los refuerzos argentinos Sebastián Barclay y Claudio Pronetto, bajo la dirección técnica del también argentino Jorge Cardone. El conjunto azul logró una aceptable actuación en el torneo Apertura de Segunda División y avanzó al torneo final (o "Clausura").
Las primeras jornadas de éste representaron una buena cosecha de puntos para el cuadro italiano, basados en los goles de Maximiliano Álvarez. Al iniciar la segunda vuelta, el equipo ocupaba los primeros lugares y era junto a Portuguesa Fútbol Club el máximo favorito para ascender. Los malos resultados en esa segunda parte del torneo representaron la salida de la dirección técnica de Cardone y el arribo de Nerio Hernández a la misma, sin lograr revertir la situación. Finalmente, los ascendidos fueron Portuguesa Fútbol Club y Zamora Fútbol Club, quedando el Italchacao por un año más, al menos, en la categoría de plata (segunda) en Venezuela.

## Regreso como Deportivo Italia y vuelta a la Primera División
Para la temporada 2006/07 el equipo asciende a la segunda fase del torneo de segunda división del fútbol profesional venezolano ("el clausura"). El "Deportivo Italchacao" deja de llamarse así para denominarse nuevamente Deportivo Italia, contando a Raul Cavalieri como director técnico.
La Primera División venezolana tuvo una expansión de 8 equipos para la temporada 2007/2008; suben 8 de la segunda división "A" y el Deportivo Italia regresa a la división de oro, de la mano nuevamente del director técnico Raúl Cavalieri, en su retorno el equipo culminó sexto en la tabla acumulativa de la temporada 2007/2008.
Sin embargo Eligio Restifio al término de la campaña decide no seguir al frente del equipo y decide traspasarlo a una junta directiva liderada por el Sr. Mario Hernández Cova quien tras una fuerte inversión de recursos y renovación del plantel y cuerpo técnico logra llevar al equipo a la disputa de eventos internacionales.
```
En diciembre de 2008 el Italia se consagra campeón del torneo Apertura bajo las riendas del joven técnico Eduardo Sarago y obtiene así además el cupo directo para la 
Copa Libertadores 2010
.
```

Luego para el primer semestre de 2009, el Deportivo Italia intento ganar su 6.ª estrella en el campeonato nacional, sin embargo, un muy flojo torneo Clausura 2009 en donde sólo lograron sumar 20 ptos por lo que disputa la gran final del campeonato 2008-2009, ante el ganador del Torneo Clausura 2009, su más acérrimo rival, el Caracas FC. El primer partido, el 23 de mayo de 2009, Lograban un empate en condición de "visitante" a 1, con gol del capitán e insignia del cuadro azul Cristian Cásseres, el cuadro azul, inspirado por el empate, llegaba el partido de vuelta, el 31 de mayo de 2009, ante una buena asistencía de ambos equipos (12.500 personas) intentó bordear en su escudo su 6.º campeonato, pero se encontró ante un Caracas FC que estaba en su día y su accionar no se hizo esperar, los errores de la defensa y del arquero Ítalico, aparte del pobre rendimiento de sus atacantes, hizo que sé viniera la debacle y el cuadro rojo los superará por un marcador de 0-5, en una final que quedaba 1-6 a favor del Caracas y coronaba su 10.ª estrella dejando al Deportivo Italia subcampeón del país.
Luego, el Deportivo Italia empezó a reforzarse y a concentrarse en el siguiente Apertura 2009, en donde lograron incluir en su bando a jugadores de gran trayectoria en el país como Gabriel Urdaneta; Leopoldo Jiménez; David Mcintosh, jóvenes como Gianfranco Di Julio y los argentinos Javier López y Emerson Panigutti, para lograr el campeonato, el equipo durante ese torneo, anduvo muy bien, ganando partidos de local y de visita, llegando a la última jornada de líder con 36 ptos. Pero enfrentó a un gran equipo como el ACD Lara quien no les iba a regalar nada al cuadro azul, con un gol de Mauricio Chalar le arrebató el campeonato del apertura al cuadro azul ante 3.000 personas y que quedó en manos del Deportivo Táchira, para el Clausura 2010 y la Copa Libertadores 2010 el cuadro Ítalico sumó en sus filas al experimentado y gran arquero Boliviano José Carlo Fernández, al delantero Amir Buelvas, al volante ofensivo Timshel Tábarez entre otros, en el torneo local actualmente son 3.os con 26 ptos. recientemente, en el derbi de la capital ante el Caracas FC, le dieron un baile en el campo al derrotarlos 3-1, para los ítalicos, fue muy importante ganar este partido para seguir con vida en este Clausura 2010. pero en la Copa Libertadores 2010 no lograron ganar un partido y sumaron 1pto. al empatar 2-2 en el Olímpico de la UCV, Caracas ante el Cruzeiro EC
Al final, el Deportivo Italia no consiguió ganar el Clausura 2.010, que lo ganó su acérrimo rival, el Caracas FC, logró la consolación al asegurar la Pre-Libertadores 2.011 al hacer 69 puntos en la Tabla acumulada Temporada 2009-2010 fútbol venezolano y con el técnico, Eduardo Saragó confirmado hasta 2011 lograr los objetivos en mente.

## Deportivo Petare

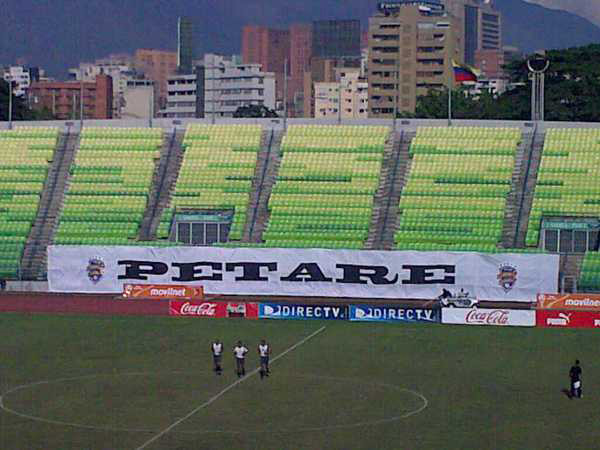
Primer juego del Deportivo Petare

En julio de 2010 la junta directiva del equipo decidió aliarse con la alcaldía del municipio Sucre del Estado Miranda y cambiar su denominación: Deportivo Petare Fútbol Club. Cabe indicar que hasta ese campeonato 2009/2010, el Deportivo Italia era el único equipo sobreviviente de las llamadas "colonias" europeas en la Venezuela de los años sesenta y setenta (el "Deportivo Galicia", el "Deportivo Portugués", etc. han desaparecido o han cambiado nombre en función de una región o ciudad venezolana). El cambio fue realizado debido a la poca asistencia registrada a los partidos, buscando hacer un nombre que llegara más a los aficionados, pues a pesar de los excelentes resultados deportivos, la asistencia al estadio era una de las peores del torneo nacional.
No obstante, el cambio de nombre fue un tema controversial. En su condición de presidente de la Asociación Civil Deportivo Italia, Eligio Restifo defendió lo que consideró una "ilegalidad" en el cambio de nombre del Deportivo Italia a Deportivo Petare, afirmando que en la cesión de los derechos deportivos de la Asociación Civil a la Compañía Anónima Deportivo Italia hay unas condiciones presentadas ante la Federación por medio de un juzgado, las cuales prohíben cualquier cambio de "uniforme, escudo y sede", sin el consentimiento de la propia Asociación Civil y a pesar de que ilegalmente se intentó borrar el nombre del Deportivo Italia durante el receso de temporada, la Asociación Civil Deportivo Italia no aprobó dicho cambio de nombre, por ende los azules de la capital saldrán en la próxima temporada bajo el nombre del cual son conocidos desde 1948 y que fuese retomado en 2006, Deportivo Italia. El cambio de nombre es muy antagonizado por su hinchada italiana, que recuerda lo acontecido con el "Deportivo Italchacao" en 1998. La Federación Venezolana de Fútbol decidió permitir el cambio de nombre.
Bajo ese nombre participó en la ronda previa de la Copa Libertadores 2011, enfrentándose al club paraguayo Cerro Porteño pero quedando eliminado en la "Primera Fase". 

### Primera faseCopa Libertadores 2011
Los últimos clasificados de cada país, los dos últimos clasificados de Brasil y el campeón de la Copa Sudamericana 2010, se dividieron en seis pares y se enfrentaron en partidos de ida y vuelta. El ganador en el marcador global accedió a la fase de grupos, mientras que el perdedor quedó eliminado. Esta fase se llevó a cabo entre el 25 de enero y el 3 de febrero.

| Fechas                     | Local ida     | Resultado global | Local vuelta     | Ida | Vuelta |
| -------------------------- | ------------- | ---------------- | ---------------- | --- | ------ |
| 26 de enero - 2 de febrero | Corinthians   | 0 - 2            | Deportes Tolima  | 0-0 | 0-2    |
| 26 de enero - 1 de febrero | Alianza Lima  | 0 - 4            | Jaguares         | 0-2 | 0-2    |
| 27 de enero - 3 de febrero | Cerro Porteño | 2 - 1            | Deportivo Petare | 1-0 | 1-1    |
| 27 de enero - 3 de febrero | Bolívar       | 0 - 1            | Unión Española   | 0-1 | 0-0    |
| 25 de enero - 1 de febrero | Independiente | 2 - 1            | Deportivo Quito  | 2-0 | 0-1    |
| 26 de enero - 2 de febrero | Liverpool     | 3 - 5            | Grêmio           | 2-2 | 1-3    |

Desde 2012 el Deportivo Petare no ha conseguido clasificarse para competencias internacionales.

## Petare FC y completa crisis
En 2015 una nueva junta directiva llega al equipo con ideas frescas, y con el objetivo de lograr lo que la directiva saliente no pudo: generar identificación entre la comunidad de Petare y el equipo de fútbol. Fue así como se dio paso a una nueva reestructuración, que eliminó la palabra "Deportivo" para dejar la fuerza concentrada en el eje central del proyecto: Petare. Se planteó un concepto que buscó darle sentido a la esencia social del proyecto, se definió un elemento gráfico que representa el valor que aporta cada integrante del club, y se realizó un nuevo escudo que identifica al equipo como Petare FC.
El Petare FC afrontaba en el segundo semestre del 2015 el Torneo de Adecuación y la Copa Venezuela, y buscaba comenzar con buen pie para llevar alegrías a sus seguidores petareños. Desafortunadamente el Proyecto ha sido un fracaso: en el campeonato de 2017 bajó en la Segunda División, terminando de último en el "Grupo Central". En el campeonato de 2018 el equipo ha bajado ulteriormente y se encuentra en la Tercera División (estando en completa crisis): triste desenlace para el equipo que cuando se llamaba Deportivo Italia era considerado el mejor de los equipos de colonia con cinco campeonatos de Primera División ganados. 